# Sjövägsreglerna
Sjövägsreglerna, de internationella sjövägsreglerna eller internationella sjövägsregler till förhindrande av kollisioner till sjöss är regler enligt den konvention som reglerar fartygs skyldigheter vad gäller undvikande av kollisioner. De nu (2008) gällande bestämmelserna är till största delen från fördraget 1972. Reglerna finns i svensk översättning i Sjötrafikföreskrifter m.m. och motsvarande finska lagsamling Båttrafikreglerna. Officiellt gäller de engelsk- och franskspråkiga versionerna. 
Till största delen gäller sjövägsreglerna också småbåtar i skärgården, men fördraget tillåter särskilda regler för inre farvatten (i Finland det inre territorialvattnet) och i dessa finns vissa lättnader för småbåtar men också bestämmelser om ökad skyldighet att hålla undan till exempel i trånga farleder. Den som beger sig utomlands bör stifta bekantskap också med lokala regler för inre farvatten, i synnerhet om resan kommer att omfatta avsnitt på floder eller i kanaler.
Den finska förordningen om förhindrande av sammanstötning i inre farvatten (252/1978; "Regler för inre farvatten 1978") har upphävts genom den nya sjötrafiklagen, som träder i kraft den 1 juni 2020. Den nya sjötrafiklagen innehåller motsvarande bestämmelser.
I sjövägsreglerna betonas att reglerna inte befriar befälhavaren från hans skyldighet att följa "gott sjömanskap" och formuleringar av typen "då särskilda skäl inte kräver annat" är vanliga. Betoningar och praxis är alltså klart annorlunda än i vägtrafik.

## Olika typer av fartyg
Sjövägsreglerna gäller "fartyg", som definieras vara nära nog vad som helst som kan tänkas färdas på sjön, inklusive till exempel sjöflygplan, svävare och kanoter. I praktiken är stora fartyg och småbåtar inte alltid jämställda till sjöss, också om de enda formella skillnaderna i förpliktelser (förutom ljus och signalapparatur) gäller då det stora fartyget är begränsat av sitt djupgående eller kan säkert framföras endast inom en trång farled.
Vid bestämmande av inbördes väjningsplikt finns följande specialfall:
- ej manöverfärdigt fartyg, till exempel fartyg med maskinhaveri
- fartyg med begränsad manöverförmåga på grund av sin verksamhet, till exempel vid läggande av sjökabel, lastning eller lossning, dykning eller annat undervattensarbete.
- fartyg sysselsatt med fiske som begränsar dess manöverförmåga, till exempel fiske med trål eller nät (fiske med släplinor anses inte begränsa manöverförmågan)
- fartyg hämmat av sitt djupgående
- segelfartyg som inte använder motor

Fartyg som anser sig höra till något av specialfallen bör föra särskilda ljus eller signalfigurer för att visa detta. För segelfartyg räcker dagtid seglen, men ett segelfartyg som vid sidan av seglen också använder motor måste i stället visa specialsituationen genom en kon hissad med spetsen neråt (fartyg med längd under 12 meter, andra än fartyg sysselsatta med fiske, behöver inte föra signalfigurer i svenskt inre farvatten).

## Åtgärder under gång
Alla fartyg ska hålla tillräcklig noggrann utkik med syn och hörsel horisonten runt samt under alla rådande förhållanden använda alla befintliga hjälpmedel som finns ombord. (Blir ett fartyg rammat akterifrån av ett upphinnande fartyg döms en viss del av ansvaret på framförvarande fartygs besättning om den inte uppmärksammat det upphinnande fartyget i tid och inte kunnat väja i sista stund. Detta trots att det framförvarande fartyget inte har haft väjningsplikt). Om funktionsduglig radar finns ska denna användas, men radarn befriar inte från att hålla konventionell utkik och radarns begränsningar betonas kraftigt. Risken för kollision bör bedömas med alla tillgängliga medel. Särskilt anges att man ska observera huruvida bäringen till ett annat fartyg hålls oförändrad (vilket betyder att man är på kollisionskurs). 
Alla fartyg bör hålla säker fart, med beaktande av siktförhållanden, trafiktäthet, manöverförmåga, vind, ström och andra omständigheter. Fartyg hämmade av sitt djupgående bör navigera särskilt försiktigt.
I många situationer är vissa fartyg skyldiga att inte hindra säker genomfart för vissa andra fartyg får en segelbåt inte tvinga andra fartyg att väja där detta kunde medföra risk (regel 9, "trånga farleder) och småbåtar inte bara bör, utan SKA lämna farleden fri för större fartyg. Citat från sjötrafikföreskrifter mm: "Fartyg med längd under 20 meter eller segelfartyg får ej hindra genomfarten för fartyg, som kan säkert framföras endast inom en trång farled." 
Till gott sjömanskap hör att man i god tid vidtar åtgärder i form av kurs- och eller fartändring så att man inte i onödan tvingar andra fartyg att väja, i synnerhet om väjningsoperationen för det andra fartyget vore besvärlig. Så brukar till exempel fritidsbåtar hålla undan för större fartyg också då ingen regel kräver det. När fartygen är närmare varandra gäller de formella reglerna, då annat kunde skapa förvirring. En outtalad princip är att man håller sig undan för yrkessjöfarten när man är ute och åker fritidsbåt, det är visad hänsyn och gott sjömanskap. 
Alla manövrer ska göras tydligt, till exempel ska kursändringar vara så stora att de lätt kan uppfattas från andra fartyg som eventuellt försöker avgöra huruvida fartygen kan riskera att komma nära varandra. En svag gir ska undvikas, då den inte med lätthet uppfattas av andra fartyg.

## Väjningsplikt
Det fartyg som är, eller anser sig möjligen vara, väjningspliktigt bör tydligt och i god tid hålla väl undan, så att det andra fartyget ser att det inte behöver oroa sig. Det fartyg som inte är väjningspliktigt bör hålla kurs och fart (vilket dock inte ska tolkas bokstavligen, normala manövrar, som att följa farledens svängningar, får göras).
Först om det är tydligt att det andra fartyget inte vidtar behövliga åtgärder eller om det inte längre på egen hand kan undvika kollision kan det väjningspliktiga fartyget för egen del väja. I det sistnämnda fallet är det skyldigt att göra vad det kan för att undvika kollision.
Vid möte mellan maskindrivna fartyg ska man undvika att väja åt babord för fartyg på babords sida.
Fartyg som hinner upp ett annat har väjningsplikt, tills det är helt förbi och klart. Ett fartyg anses upphinnande om det är annalkande från en riktning mer än 22,5 grader akter om tvärs, det upphinnande fartyget kan se framförvarande fartygs akterljus men ej dess sidoljus.
Vid möte mellan maskindrivna fartyg ska fartyg på motsatt kurs vardera hålla till styrbord. Om endera kommer från styrbord (så att dess babordslanterna skulle synas på natten) ska det andra hålla undan, helst akter (till styrbord) om det andra. Märk att denna högerregel gäller endast då maskindrivna fartyg möts (och i "trånga farleder").
Vid möte mellan segelfartyg är det fartyg som har vinden in om babord (storbommen, eller för råseglare det största snedseglet, till styrbord) väjningspliktigt. Om fartygen seglar för samma halsar ska fartyget i lovart hålla undan för det andra. Om man vill hålla undan för en båt som seglar psalmbok eller för spinnaker ska man alltså göra detta i god tid, innan de formella reglerna gäller.
Maskindrivna fartyg är väjningspliktiga för segelfartyg och ska alltså i god tid vidta bestämd åtgärd för att gå väl klart. Oftast lönar det sig att väja akter om segelbåten (då motordrivna båtar och fartyg ofta underskattar segelfartygs fart, ett problem redan på 1800-talet, medan segelbåten knappast gör en manöver som plötsligt för den akterut) eller på dess läsida (då förhållandena kan tvinga segelbåten att gå upp i vind eller att stagvända, men sällan tvingar den att falla av i betydande mån).
Segelfartyg får inte i "trånga farleder" (se nedan) hindra säker genomfart för fartyg som måste följa farleden. I finska inre farvatten är under 7 meter långa segelbåtar på utmärkta farleder dessutom såvitt möjligt skyldiga att hålla undan för fartyg med längd över 12 meter. I praktiken betyder detta att segelbåtar justerar sina slag så att det finns gott om utrymme för motorbåtar på normal kurs och att segelfartyg använder hjälpmotor (eller bogserbåt) då de inte annars skulle kunna ta sig fram utan att i trånga farvatten utgöra risk för annan trafik.
Alla normala fartyg ska i mån av möjlighet undvika att hindra säker genomfart för fartyg hämmat av sitt djupgående. Segelfartyg ska dessutom hålla undan för fartyg de hinner upp, ej manöverfärdiga fartyg, fartyg med begränsad manöverförmåga och fartyg sysselsatta med fiske (enligt definitionerna ovan). Manöverfärdiga maskindrivna fartyg som inte är i specialsituation ska hålla undan för alla andra.

## Nedsatt sikt
I dimma, tät nederbörd eller liknande förhållanden av nedsatt sikt gäller speciella regler. Fartygen ska ta hänsyn till omständigheterna och framföras särskilt försiktigt. Svenska sjöfartsverket anser att säker fart för småbåtar ska anses vara högst sådan att två likadana båtar båda ska kunna stannas innan de möts, då de överraskande kommit inom synhåll från varandra på motsatt kurs. 
Skilda regler gäller för hur man ska uppträda för att undvika kollision med fartyg som man enbart hört eller sett på radarn. Om man på sin radar, i tät dimma, uppmärksammar ett eko som skulle kunna vara ett fartyg på skärande kurs så är BÅDA väjningsskyldiga. De normala väjningsreglerna gäller då fartygen kommit inom synhåll för varandra. 
Vid nedsatt sikt ska alla fartyg, också fartyg för ankar, avge mistsignaler med regelbundna mellanrum. Olika fartyg avger olika signaler. Under 12 meter långa båtar behöver inte ha specifik utrustning för detta, men ska ha anordning med vilken effektiv ljudsignal kan avges och i så fall avge kraftig ljudsignal med mellantider av högst två minuter.

## Speciella farvatten
I trånga farleder (där farled inte betyder de på sjökortet utmärkta farlederna utan också andra trånga passager) bör fartygen hålla sig till styrbord. Segelfartyg och mindre båtar får ej hindra säker genomfart för fartyg som är beroende av den trånga farleden. De flesta farleder i skärgården är att betrakta som trånga för större fartyg. 
I finska inre farvatten ska under 7 meter långa motorbåtar med en högsta fart på högst 7 knop, roddbåtar och under 7 meter långa segelbåtar då de följer utmärkta farleder såvitt möjligt hålla undan för fartyg vilkas längd överstiger 12 meter.
Fartyg som närmar sig ett område i en trång farledeller med begränsad sikt ska framföra fartyg med särskild försiktighet och avge en ljudsignal för att varsko annalkande fartyg.
Ofta finns ytterligare nationella bestämmelser om trånga farleder, hamnar, strömma vatten, kanaler och slussar. Ett antal europeiska länder har enats om ett gemensamt regelverk CEVNI (Code Européen des Voies de la Navigation Intérieure).
Till havs (till exempel i Öresund, Falsterborev söder om Öland, söder om Gotland och i Finska viken) förekommer trafiksepareringssystem med enkelriktade trafikstråk som samlar trafik i samma riktning. För dessa finns skilda bestämmelser, i synnerhet gällande begränsningar för korsande trafik.

## Navigationsljus
Alla fartyg ska föra navigationsljus (se denna artikel) från solens nedgång till dess uppgång, vid nedsatt sikt och då förhållandena annars så påkallar,  enligt vad som bestäms i sjötrafikreglerna. Detaljerade bestämmelser om färger, montering etcetera finns i en bilaga till bestämmelserna och ytterligare specificeringar (och vissa lättnader inom inre farvatten) finns i nationell lagstiftning. Ljus som kan misstolkas eller försvåra urskiljandet av navigationsljus får inte föras.
Under gång förs normalt grönt och rött sidoljus och vitt akterljus samt, om båten är maskindriven, vitt toppljus (som syns i samma sektorer som sidoljusen). Maskindrivna fartyg på över 50 m för två toppljus, andra kan göra det. Därtill, ibland istället för toppljusen, förs olika ljus för att ange om fartyget hör till dem för vilka speciella väjningsregler gäller, för vissa aktiviteter såsom bogsering och minröjning, för vissa specialfarkoster såsom lotsfartyg i tjänst samt för att visa riktningen till faran vid bogsering, fiske och undervattensarbete. Vid tillfällig bogsering (då man inte kan föra de egentliga bogserljusen) ska bogserlinan belysas.
För båtar som är under 7 meter långa och har en toppfart på högst 7 knop räcker det att föra ett vitt runtom lysande ljus och om möjligt rött och grönt sidoljus. För segelfartyg med en total längd under 7 meter som inte kan föra normala ljus räcker det att ha en ficklampa till hands och visa vitt ljus i god tid. Fartyg under rodd får föra ljus som segelfartyg, men skall annars ha en lampa eller lykta till hands och i tid visa vitt ljus.
Fartyg för ankar ska föra ett runtlysande vitt ljus, vilket alltså ser lika ut som bland annat akterljuset på ett fartyg som ska omköras och det enda ljuset på en del långsamma båtar. Stora fartyg för två ankarljus och får eller måste belysa däcken. Fartyg på grund för dessutom ljusen för icke manöverfärdigt fartyg. Endast fartyg med en längd under 7 meter, utanför farvatten som normalt kan trafikeras av andra fartyg, är befriade från att föra ankarljus (enligt reglerna för svenska och finska inre farvatten behöver ankarljus inte heller föras i småbåtshamn eller plats skyddad från trafiksäkerhetssynpunkt, definitionerna på småbåtshamn något olika).
Enligt sjövägsreglerna bör också fiskenät utmärkas med ljus, i inre farvatten kan kraven vara lättare.

## Signalfigurer
Figurer som ger bilden av svarta klot, romber och koner används för att dagtid visa det som nattetid visas genom olika ljus.
I svenskt inre farvatten behöver båtar med en längd under 12 meter, annat än båtar sysselsatta med fiske, inte föra signalfigurer..
I finskt inre farvatten behöver båtar med en längd under 7 meter inte visa signalfigurer, annat än segelbåt som kör för motor, vilken ska föra en kon (två korsställda trianglar) hissad i båtens främre del med spetsen nedåt, som visar att båten använder sin maskin trots att segel är hissade.

## Ljud- och ljussignaler
Ljudsignaler används dels för att vid nedsatt sikt varna fartyg i närheten och därvid också visa fartygets typ, dels för att kommunicera en viss manöver för fartyg i närheten. Mistlurens eller visslans ton är lägre för stora fartyg och ej manöverfärdiga fartyg; segelfartyg och andra fartyg som ska specialbehandlas ger två korta signaler efter den vanliga långa vid nedsatt sikt. Vid sidan av visslan använder man skeppsklocka och på stora fartyg gonggong för vissa mistsignaler.
Båtar under 12 meter behöver inte ha specifik utrustning för ljudsignaler, men ska ha anordning med vilken effektiv ljudsignal kan avges och i så fall vid nedsatt sikt avge kraftig ljudsignal med mellantider av högst två minuter.
För att ange att ens fartyg ändrar sin kurs styrbord eller babord hän eller att propellern arbetar för back ska man ge en, två respektive tre "korta" ljudsignaler (en sekund vardera med en sekunds mellanrum) med mistluren. Motsvarande signal kan ges med blinkningar. En lång signal (ca 5 sekunder) kan avges som varning till exempel då man närmar sig ett synhinder. Fem eller fler korta signaler anger att man inte förstår den andra båtens avsikter.
Ytterligare signaler finns för påkallande av framförvarnade fartygs uppmärksamhet till exempel i en trång farled, upphinnande fartyg vill gå om ett framförvarande fartyg.

## Nödsignaler
Nödsignaler definieras i sjövägsreglerna som de följande:
- Kanonskott eller andra knallsignaler, avlossade med mellantider av omkring 1 minut
- Oavbrutet begagnande av någon mistsignalapparat
- Raketer eller bomber som utkastar röda stjärnor, avskjutna en i sänder med korta mellantider
- Signal, utsänd med radiotelegrafi eller annan signalmetod av vad slag som helst, bestående av gruppen                          (SOS) enligt morsesystemet
- Signal som utsänds med radiotelefoni genom uttalande av ordet "Mayday"
- Nödsignalen NC enligt internationella signalboken
- Signal bestående av en fyrkantig flagga samt över eller under denna ett klot eller liknande föremål
- Eldflammor på fartyg (till exempel från brinnande tjärtunnor, oljefat eller dylikt)
- Raket med fallskärmsbloss eller handbloss som visar rött sken
- Röksignal som avger orangefärgad rök
- Upprepade sakta höjningar och sänkningar av armarna utsträckta åt båda sidorna
- Alarmsignalen för radiotelegrafi
- Alarmsignalen för radiotelefoni
- Signaler sända med radiosändare för nödpositionsindikering.
- Godkända signaler som sänds med radiokommunikationssystem, inklusive radartranspondrar för livräddningsfarkoster.